# Naturschutzgebiet Wendequellgebiet
Das Naturschutzgebiet Wendequellgebiet ist ein 15,48 ha großes Naturschutzgebiet (NSG) südöstlich vom Dorf Schönau im Gemeindegebiet von Wenden im Kreis Olpe in Nordrhein-Westfalen. Es wurde 2008 vom Kreistag mit dem Landschaftsplan Nr. 4 Wenden – Drolshagen ausgewiesen. Das NSG besteht aus zwei Teilflächen. Das NSG wird u. a. durch die Landstraße 714 getrennt.

## Gebietsbeschreibung
Bei dem NSG handelt es sich um zwei Quellgebiete des Baches Wende. Beim nördlichen Teilbereich handelt es sich in Bruchwaldgebiet und beim südlichen Teil um Feuchtgrünland mit Nasswiesen und Hochstaudenfluren.